# 安德烈·斯捷宁国际新闻摄影大赛
安德烈·斯捷宁国际新闻摄影大赛是为18-33岁的年轻摄影师举办的年度比赛。由“今日俄罗斯”国际通讯社于2014年12月22日在俄罗斯联合国教科文组织全国委员会的支持下主办。大赛以在乌克兰东部殉职的通讯社特派记者安德烈·斯捷宁的名字命名。
大赛的目标在于支持年轻摄影师，并吸引公众对当代摄影师工作的注意。这在俄罗斯是唯一支持年轻摄影师并把他们推向世界的平台。
2017年，大赛第三次举办，共征集到了5000份青年摄影记者的作品，参赛国达到76个，创下新纪录。获奖作品进行国际巡展是大赛不可分割的一部分。2015年和2016年大赛获奖作品在开普敦、伊斯坦布尔、特拉维夫、开罗、柏林、上海、布达佩斯、罗马及世界各大城市展出。大赛不仅使各国观众有机会认识摄影新秀，同时也为优秀摄影师们发现潜在观众并获得他们的反馈提供平台。大赛的消息备受瞩目，期待着巡展的到来。2017年大赛获奖作品展览分别在雅典、马德里、伊斯坦布尔、上海、华沙、墨西哥、约翰内斯堡、开普敦、贝鲁特和布达佩斯举办。
每年，自12月22日——安德烈·斯捷宁的生日之日起接受参赛申请。

## 主要规则和奖项
年龄18-33岁的摄影师均可参赛。在每一个奖项中都会选出单幅摄影作品的1、2、3名和系列摄影作品的1、2、3名。此外，一些个别作品会被评委用特殊标记标出。在“短名单（short list）”上的一名参赛者将会获得大赛最高奖。最高奖得主将在正式的获奖者颁奖仪式上揭晓。2018年的主要奖项有：

### 主要新闻
这个奖项中的摄影作品主题由发生在我们生活中的重要事件组成，总体上就是一些个别的人和国家的相关事件，内容有：主要的政治和社会事件；发生战乱和自然灾害地区的场景；人们生活中的决定性时刻等。

### 体育
在这个奖项中，参赛作品是在运动瞬间捕捉到的镜头：运动员在胜利后的欢腾和在失利后的凄楚落寞；日复一日的艰苦训练；体育竞技之美等。

### 我的星球
这个奖项对反映世界各大洲多姿多彩面貌的作品开放。摄影师们的作品要展现汇集了人们千姿百态的日常生活场景中的长久和谐与美、大都市和乡村中的生活节奏、自然画卷、人种学和宗教节日等主题。

### 肖像·当代英雄
该奖项的规则就是要拍摄个人或群体肖像。照片可以是写实性的，也可以是表演性的。该奖项规定，作者要能展露自己镜头中人物的内心世界，总体上，通过其外形与外貌表达其思想品格和性格。

## 评委
大赛评委由以自己各种摄影作品看世界而蜚声国际的大师们组成。

### 2015年评委成员
- 安德烈·波利卡诺夫,《俄罗斯采访记者》摄影部主任
- 格里戈里·杜科尔,路透社驻俄罗斯及独联体国家分社摄影部主编
- 娜塔丽娅·乌达尔采娃，俄罗斯记者、图片编辑、俄罗斯摄影师联盟成员
- 弗拉基米尔·弗亚特金，俄罗斯摄影师、国际媒体摄影师协会院士、世界新闻摄影比赛6次冠军得主及3届该赛事评委成员
- 阿提拉·杜拉克，土耳其摄影师、伊斯坦布尔摄影节创始人和协调人
- 蒂莫西·法迪克，美国摄影记者
- 杰森·埃斯凯纳济，美国摄影师。

### 2016年评委成员
- 鲁特·艾霍尔恩，德国《GEO视界》杂志图片编辑
- 杰尼斯·帕奎因，美国美联社摄影部副主任
- 陈伟，中国新华社摄影部副主任
- 尤里·科济列夫，俄罗斯摄影记者、世界新闻摄影比赛多次获奖者
- 伊丽娜·齐梅列娃，俄罗斯艺术学家、俄罗斯艺术科学院艺术理论和历史研究所高级研究员
- 克塞妮娅·尼克尔斯卡娅，俄罗斯摄影师、俄罗斯艺术家联盟成员
- 阿尔多·门迪齐，意大利摄影师、培训课程和研讨会组织者
- 瓦列里·梅尔尼科夫，“今日俄罗斯”国际通讯社特派摄影记者、国际摄影大赛多次奖项获得者。

### 2017年评委成员
- 安德烈亚斯·特朗普，德国《亮点》周刊图片总监
- 伊恩·兰德斯贝格，独立媒体集团图片编辑
- 阿里安娜·里纳尔多，意大利“科尔托纳在行动”旅行摄影节艺术总监
- 纳塔利娅·格里戈里耶娃-利特维斯卡娅，俄罗斯卢米埃尔兄弟摄影艺术中心创始人与总监
- 弗拉基米尔·佩斯尼亚，“今日俄罗斯”国际新闻通讯社摄影记者、久负盛名的世界新闻摄影比赛获奖者
- 陈启伟，中国《新民晚报》报社总编、上海数字产业（集团）有限公司负责人
- 瓦尔瓦拉·格拉德卡娅，视觉艺术学校教师、图片编辑。

### 2018年评委成员
- 安娜·泽克里亚，俄罗斯独立SALT IMAGES图片社创始人、总经理
- 姆拉登·安东诺夫，法新社驻俄罗斯特派记者
- 豪尔赫·阿尔西加·阿维拉，墨西哥国家通讯社摄影部副主任
- 帕维尔·卡辛，俄罗斯《商人报》报社摄影部主任
- 艾哈迈德·赛勒，土耳其阿纳多卢通讯社摄影和视频部主任。

## 各届赛事冠军
2015年，叶莲娜·阿诺索娃（俄罗斯）凭借一组描述女囚的、题为《牢房》的照片成为最高奖得主。
2016年，意大利青年摄影师达尼洛·加西亚·迪梅奥以一组题为《莱蒂西亚：不为人知的故事》的全瘫女孩照片夺冠。
2017年，西班牙摄影师亚历杭德罗·马丁内斯·韦雷斯以一组题为《贝尔格莱德的难民》的照片成为最高奖得主。

## 趣闻
2015年大赛最高奖得主叶莲娜·阿诺索娃在2017年成为世界上最著名的世界新闻摄影比赛的获奖者。
2015-2017年“体育”奖项的获奖者阿列克谢·菲利波夫在国际新闻和体育图片大赛——伊斯坦布尔摄影奖（Istanbul Photo Awards）上胜出。
2016年，意大利摄影师达尼洛·加西亚·迪梅奥则凭借拍摄一组瘫痪女孩莱蒂西亚的照片夺冠。图片故事征服了评委，结果，照片的主人公完成了自己生命中到俄罗斯的首次国际之旅，在俄罗斯，她讲述了自己的故事，并激励许多与自己有相似生活经历的人。 
2016年“体育”奖项获奖者弗拉基米尔·阿斯塔普科维奇在一年一度的IPA国际摄影奖上获得第一名。